# Donaspastus pannonicus
Donaspastus pannonicus is een vlinder uit de familie dominomotten (Autostichidae). De wetenschappelijke naam is voor het eerst geldig gepubliceerd in 1952 door Gozmany.
Deze vlinder komt voor in Europa.